# Sztyeppei farkas
A sztyeppei farkas (Canis lupus campestris), a farkas (Canis lupus) eurázsiai alfaja.
Kis méretű farkas, amely Közép-Ázsia sztyeppéin él egy viszonylag kis területen a Fekete-tenger és a Kaszpi-tenger között.
Rövid szőre szürke színű.